# Šagudovec
Šagudovec is een plaats in de gemeente Gornja Stubica in de Kroatische provincie Krapina-Zagorje. De plaats telt 232 inwoners (2001).